# 西伊靈車站
西伊靈火車站（英語：West Ealing Railway Station）位於倫敦西區的伊靈區，位於大西部主線上。它距離倫敦柏靈頓站6英里46個鏈（約10.6公里），位於東邊的伊靈大道站和西邊的漢威站之間。它的三個字母的車站代碼是WEA。
大多數行駛至該站的列車由伊利莎伯綫營運，往返於修道院森林站和希斯路機場第4號運大樓站、5號客運大樓站之間。前往格林福德支線的服務則由大西部鐵路運營。

## 車站歷史
該站於1871年3月1日作為大西部鐵路的城堡山站開放，該鐵路於1836年至1838年間從倫敦柏靈頓經伊靈至美登赫修建而成。該站於1875年改名為城堡山伊靈迪恩站。從1883年3月1日起，該站開始提供區域鐵路服務，行駛於大廳站和溫莎之間。由於經濟不佳，該服務於1885年9月30日後停止。於1899年7月1日，該站更名為西伊靈站。 
車站最初由四個月台組成，呈交錯排列：1號月台（連接一條側軌）和包括2號和3號月台的島式月台位於德雷頓格林路橋的西側，4號月台位於東側。該車站位於倫敦合作社的主要乳品廠旁邊，因此在20世紀中葉配備了專用的牛奶列車月台。
1號月台及其側線於1960年代末被拆除；4號月台在1990年初被拆除並移至橋的西側，部分覆蓋了當時已經關閉的牛奶倉庫的位置。2號月台在1991年初被部分拆除並被圍起來，因為主線上的列車不再停靠該站。牛奶列車月台的遺址至今仍可見，位於5號月台旁邊。  
從約1985年到1990年，進入原始4號月台的方式是在車站大樓的對面，橫越Drayton Green Road橋。前一座車站大樓（現已關閉）於1987年初完工，此前一年拆除了百年歷史的建築。  
自2008年10月起，倫敦交通蠔卡的「隨用隨付」功能可用於起訖於西伊靈的旅程。 
於2018年12月，奇爾特恩鐵路開始在工作日從 南雷士廉站至海維康海威科母（High Wycombe）之間，經過格林福特線運行一班每日的議會列車服務。該服務取代了之前經過Acton-Northolt線前往倫敦帕丁頓的列車服務。在新型冠狀病毒大流行後，該列車服務每週僅運行一次，即僅於星期三運行。該服務最後於2022年12月7日運行，隨後被巴士服務所取代。

## 橫貫鐵路
西伊靈首次在1990年代被提議納入橫貫鐵路項目。2003年，初步的公眾諮詢提議該站不會停靠橫貫鐵路服務。在遭受批評後，提出了一個新的方案，將在一周7天內提供車站服務，並進行車站改進，包括新的售票大廳和無障礙設施。然而，格林福特支線將在該站設立一個新的月台，以便更多的服務進入柏靈頓火車站。2011年5月，英國鐵路網公司宣布將進行改進和修改，以為該站準備橫貫鐵路服務。
在2015年，該車站的設計獲得了伊靈區議會的批准，使建設得以開始。工程將包括一個由Bennetts Associates設計、從Manor Road進入的新車站建築，為格林福特支線設立一個新的月台，延長月台並實現無障礙通道。車站外，由倫敦運輸局和伊靈自治市議會資助的公共領域改善工程將包括一個帶有花崗岩鋪設的提升式路面凸起、拓寬的人行道、街道樹木和自行車停車設施。
巴士服務 
倫敦巴士路線E7和E11提供服務到該車站。